# 福田行誡

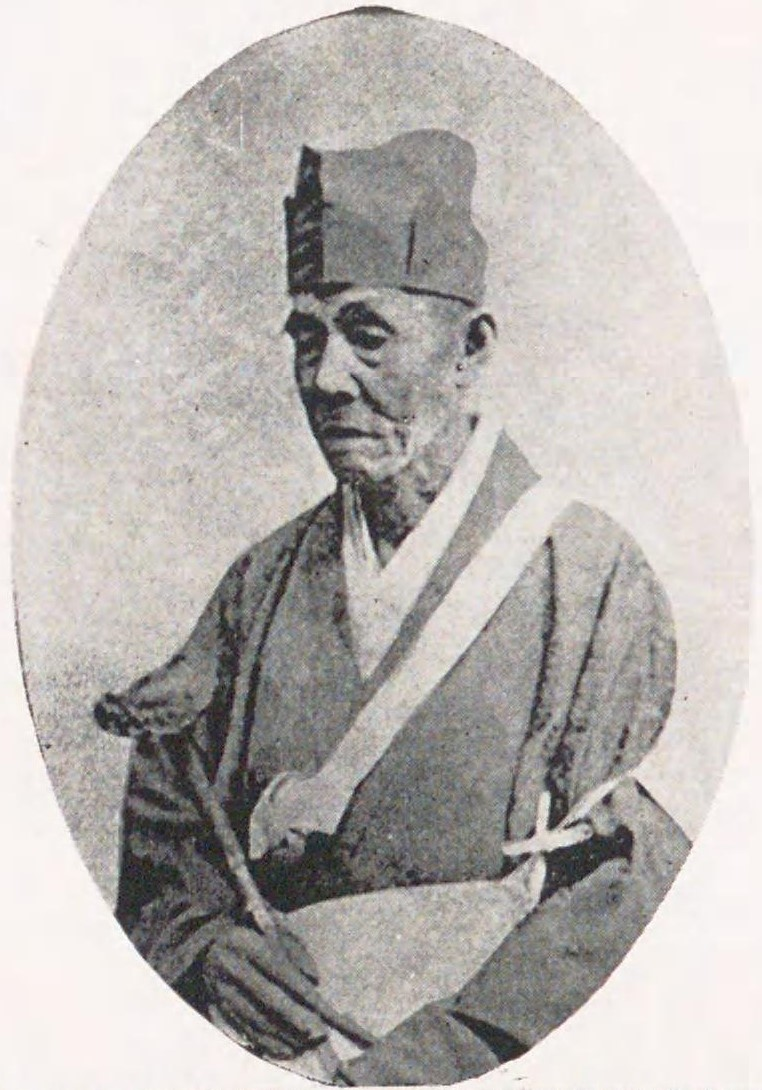
福田行誡

福田 行誡（ふくだ ぎょうかい、1809年/1806年（文化6年/3年）‐ 1888年（明治21年）4月25日）は、幕末から明治時代に活躍した浄土宗の僧、仏教学者、歌人。幼名は大堂で、字は晋阿。号は建蓮社立誉。明治維新期に神仏分離や廃仏毀釈で混乱した日本仏教界を指導し、「明治第一の高僧」と称された。

## 経歴
経歴は『新纂浄土宗大辞典』に拠る。
1809年（文化6年、一説に1806年（文化3年）出生）武蔵国豊島郡山谷（東京都台東区）に士族岡田詮明の次男として生まれたというが、詳細は不明。6歳のとき、小石川伝通院伴頭寛淳の下で得度、住職玄順に仕えて修学した。はじめ大堂と称し、のちに行誡と改めた。
1827年（文政10年）京都へ遊学し、嵯峨正定院の立道に浄土宗学や『起信論』を、生涯の師となる比叡山世尊寺の慧澄に戒律や『天台四教儀』を学んだ。再び伝通院に戻った後は、徳本門下の鸞洲に宗学・唯識、寛永寺浄名院に移った慧澄に天台・俱舎を学んだ。1834年（天保5年）はじめて『仏遺経教論疏節要』を講義し、以後『天台四教儀』『菩薩戒経義疏』『成唯識論』『往生論註』などを続講している。1852年（嘉永5年）に学頭、1854年（安政元年）に山内の清浄心院住職。1862年（文久2年）に木製活字の大蔵経刊行を計画し三〇〇部印刷したが、資金難のため頓挫した。
1866年（慶応2年）両国回向院住職に招請されたが、明治維新を迎え、神仏分離等の政策によって混乱する仏教界において諸宗派が連立して結成した「諸宗同徳会盟」の中心的指導者として仏教危機の難局に立ち向かい、1873年（明治6年）神仏合併によって大教院が設立されると教頭となる。同年の大晦日の放火により、増上寺の大殿が焼失したため、行誡は諸国巡錫して大殿再建資金の勧募に尽力した。1876年（明治9年）に伝通院住職、翌年には浄土宗大教院学頭となり、さらに1879年（明治12年）増上寺70世・浄土宗東部管長に任ぜられた。1886年（明治19年）3月、増上寺大殿復興の目処が立ち、病気になったこともあって住職を辞し、深川本誓寺（東京都江東区清澄）の寒林庵に隠居した。しかし、浄土宗界が混乱しており、1887年（明治20年）年4月、知恩院76世に任ぜられ、「浄土宗制」が制定されると初代浄土宗管長に就任した。同年10月、巡教先の大阪で病になり、翌1888年4月25日、知恩院塔頭信重院で遷化した。

## 人物
- 幼くして貧困に苦しむ子どもを救うため、福田会育児院を設立するなど、仏教思想に基づく社会福祉活動家でもあった。同じく仏教思想に基づく社会福祉を推進した渡辺海旭は、行誡を尊崇していた[2]。
- 祇園商店街の豊田愛山堂は、江戸で創業したが、行誡上人が知恩院門跡になるにあたって、京都へと移ったという。その後、豊田愛山堂は『元祖大師御法語』（前・後篇）を出版するなど、信仰を支えている[3]。
- 生前「記念碑的なものは要らないが、結縁のために観音菩薩を立てるなら弟子たちの意志にまかせる」と言っていた。この遺志にしたがって、弟子達は東京美術学校に観音菩薩像の鋳造を依頼、高村光雲が原型を作った。この観音菩薩は13回忌にあたる年に知恩院に納められ、今は友禅苑の池に安置されている[3]。
- 宗門関係者による伝記は、大橋俊雄『行誡上人の生涯 近世の名僧 行誡上人百年忌記念』（東洋文化出版、1987年11月）が出版されている。

## 講じた講義
- 『天台四教儀』
- 『仏遺教経節要』
- 『菩薩戒経義流』
- 『梵網経』‐ 維新後の1873年（明治6年）に講義。
- 『成唯識論』
- 『往生論註』

## 主な著作物

### 著書
- 『大蔵経』‐ 島田蕃根と共著。中国の宋、元、明及び朝鮮の高麗の同題の著書を参考にして執筆した著書。キリスト教に対する批判が言及されている。
- 『雪窓答問』
- 『伝語』
- 『徳本行者伝』
- 『須弥山略記』
- 『略論安楽浄土義玄譚私説』

### 歌集
- 『寒林集』
- 『釈教百首』
- 『於知葉集』